# Jean-Claude Jamot
Pour les articles homonymes, voir Jamot.
Jean-Claude Jamot dit Claudius Jamot, né le 21 décembre 1831 à Lyon et mort dans cette même commune le 15 mars 1913, est un architecte français.

## Biographie
Jean-Claude Jamot étudie à l'école des beaux-arts de Lyon puis à l'école des beaux-arts de Paris, atelier Labrouste.

## Réalisations
Il réalise les travaux d'architecture suivants :
- chapelle et couvent des religieuses de Sainte-Claire, rue Sala à Lyon ;
- villa Coulomb à Tassin-la-Demi-Lune ;
- villa de Neuvesel à Brignais ;
- villa Garnier aux Brotteaux ;
- villa d'Assier à Feurs ;
- restauration du château de Montéléger ;
- restauration de l'église collégiale de Montbrison ;
- églises de Lézigneux, Aboën, Rivas, de Beaunant à Saint-Genis-Laval ;
- mausolées des familles Allut et Lavernède au cimetière de Loyasse et le mausolée de l'abbé Dauphin à La Pacaudière.

## Distinction
Il est membre de la société académique d'architecture de Lyon en 1872, de la société archéologique de la Diana à Montbrison et membre maître d’œuvre de l'Union syndicale des architectes français.